# Симонен, Огюстен
Пьер Огюстен Симонен (фр. Pierre Augustin Simonin; 1767—1805) — французский военный деятель, командир батальона (1805 год), участник революционных и наполеоновских войн.

## Биография
Родился в семье вахмистра кавалерийского полка и трактирщика Жозефа Симонена (фр. Joseph Théodore Simonin; 1733—) и его супруги Марии Франсуа (фр. Marie Agnès François; 1738—1812). В 17 лет 16 декабря 1784 года поступил в Арденнский егерский батальон солдатом и последовательно проходил нижние чины до 15 июня 1792 года, когда был назначен лейтенантом. Он с отличием служил в кампании 1792 года в Альпийской армии. Отличился самой блестящей доблестью в Рейнской армии. 17 мая 1793 года перед Райнсбергом он был ранен двумя выстрелами, героически взяв с двадцатью стрелками редут Рильсхайма, защищаемый четырьмя сотнями солдат армии Конде. 20 сентября во главе двадцати пяти добровольцев он обосновался в Вирхайме, в 9 км от Страсбурга, разгромил триста эмигрантов из корпуса Рогана, оборонявших этот пост, и взял сорок пленных. 2 ноября 1793 года избран сослуживцами капитаном. Отметился многочисленными блестящими поступками в Рейнско-Мозельской армии. 10 июля 1794 года его батальон влился в состав в 11-й полубригады лёгкой пехоты. Покрыл себя славой 26 октября 1795 года при Майнце, где прикрывал отступление и получил огнестрельное ранение и несколько сабельных ударов. Попав в тот день в плен, он оставался у австрийцев до 22 октября 1796 года. 20 февраля 1796 года его полубригада сменила номер на 10-й. 
В 1798 году он был в Английской армии, а с 1799 года в Дунайской, где атаковал вражеский отряд, состоявший из ста двадцати пехотинцев и двадцати пяти гусар, защищавших подступы к Маркдорфу. Сначала он захватил командира отряда - майора и его ординарца, а через несколько минут - шестьдесят гусар и пехотинцев. 25 сентября 1799 года с тремя ротами он переправился через Лиммат, сбив с позиций двести пятьдесят гренадеров и взяв две пушки. В тот же день он захватил лагерь, занятый русскими, где в руки французов попали ещё четыре пушки. В 1800 году переведён в Рейнскую армию и был назначен командовать карабинерами правого крыла. В новой должности он удвоил свой ум и отвагу. 4 мая в битве при Мескирхе овладел позицией и удержался на ней, несмотря на отчаянные попытки неприятеля вернуть её. 27 июня в битве при Нойбурге, сопровождаемый дюжиной своих карабинеров, он спас орудие, которое было серьёзно повреждено, вытащил роту, окруженную тремя сотнями человек, и один взял в плен офицера и десять солдат. В тот же день во главе двухсот пятидесяти человек он атаковал, разбил и преследовал до их окопов два эскадрона австрийского полка драгун Латура и получил пулю, прошедшую через оба плеча. В битве при Нересхайме он командовал вторым батальоном своей полубригады. Окружённый шестью сотнями пехотинцев и четырьмя сотнями венгерских гусар, он не только сумел избавиться от них, но и нанёс им полнейший разгром. Затем, перейдя в свою очередь в наступление, он с неудержимой стремительностью бросился на другие войска, в результате чего потерял 200 красных мундиров.
5 июля 1802 года Первый консул вручил Симонену почётную саблю, достойную награду за его блестящие ратные подвиги. 6 апреля 1803 года был произведён в командиры батальона, и продолжил службу в 10-й полубригаде, в которую двадцать лет назад поступил простым рядовым. С 29 августа 1803 года 10-я состояла в 1-й пехотной дивизии генерала Сент-Илера в лагере Сент-Омер. 29 августа 1805 года дивизия Сент-Илера стала частью 4-го корпуса Великой Армии, в составе которой Симонен принял участие в своей последней кампании. 2 декабря 1805 года героически погиб в Аустерлицком сражении. Император, проводя смотр 10-го полка в Вене, искал командира Симонена. Услышав, что он погиб при преследовании отступающей русской дивизии, он с чувством сказал: «Это потеря для 10-го, он был одним из храбрейших офицеров в армии». Несколько месяцев спустя люди, знавшие о знаках благосклонности, которые получил командир Симонен от Наполеона, и о лестных словах, сказанных им в его адрес в лагере Булони, предложили брату Огюстена просить пенсию для их матери, на которую она не имела законного права. Едва только имя Симонена было произнесено военным министром, как Император, с великодушной живостью схватив перо, лежавшее перед ним, установил пенсию в размере 1200 франков; вдовы старших офицеров того же ранга получили только 800.

## Воинские звания
- Солдат (16 декабря 1784 года);
- Капрал (26 августа 1785 года);
- Сержант (17 марта 1789 года);
- Сержант-фурьер (30 ноября 1789 года);
- Старший сержант (22 мая 1791 года);
- Младший лейтенант (1 октября 1791 года);
- Лейтенант (15 июня 1792 года);
- Капитан (2 ноября 1793 года);
- Командир батальона (6 апреля 1803 года).

## Награды
- Почётная сабля (5 июля 1802 года)

 Легионер ордена Почётного легиона (24 сентября 1803 года)
 Офицер ордена Почётного легиона (14 июня 1804 года)